# 斉藤まりあ
斉藤 まりあ（さいとう まりあ、1977年10月23日 - ）は、元日本テレビアナウンサー。山口県周南市出身。山口県立徳山高等学校、立教大学社会学部卒業。

## 略歴
- 1991年に第5回全日本国民的美少女コンテストに出場し、コンテストを開催したオスカープロモーションへモデル活動として所属。
- 2000年4月、日本テレビに入社[2]。入社後は同年の9月から「ズームイン!!朝!」のお天気キャスターに抜擢され、2001年4月からは「ジパングあさ6」も兼任する。
- 2002年1月に結婚。当時妊娠2か月で、のちに男児を出産[2]。2年半の産休を経て復帰。2006年9月9日に第2子を妊娠、妊娠5か月と発表し、担当の番組を9月いっぱいで降板[2]。2008年8月に日本テレビを退社[3][4]。
- 日本テレビアナウンサー時代の同僚で現在は同局の編成局所属の佐藤良子は同じ高校の2年後輩にあたる。

## 担当番組
- ジパングあさ6（2001年4月～9月）
- メレンゲの気持ち
- ズームイン!!朝!（2000年9月～2001年9月）
- ズームイン!!SUPER（2001年10月～2002年1月）
- いつみても波瀾万丈（2001年4月～2002年1月）
- ザ!情報ツウ
- 素顔がイイねっ!
- あさ天サタデー（土曜 5:00～5:59、2006年4月～9月）
- ご存じですか（月曜～金曜 11:25～11:30、不定期）
- Donna（月曜 15:50～15:55）